# Negovanți, Pernik
Negovanți (în bulgară Негованци) este un sat în comuna Radomir, regiunea Pernik,  Bulgaria. 

## Demografie
Componența etnică a satului Negovanți
     Bulgari (98,11%)
     Nicio identificare (1,88%)
     Altele (0%)
La recensământul din 2011, populația satului Negovanți era de 106 locuitori. Din punct de vedere etnic, majoritatea locuitorilor (98,11%) erau bulgari. Pentru 1,88% din locuitori nu este cunoscută apartenența etnică.